# 格雷格·布朗
格雷格·布朗（英語：Greg Brown，1968年3月7日—），美国男子冰球运动员。他曾代表美国国家队参加1988年和1992年冬季奥林匹克运动会冰球比赛，分别获得第七名和第四名。